# آنا برنز
آنا بِرنز (انگلیسی: Anna Burns؛ زادهٔ ۱۹۶۲) رمان‌نویس، و نویسنده اهل بریتانیا است.
آنا برنز، متولد بلفاست، پایتخت ایرلند شمالی می‌باشد اما ده سالی است در انگلیس زندگی می‌کند.
وی برندهٔ جایزه ادبی من بوکر ۲۰۱۸ شده‌است. برنز با کتاب «شیرفروش» Milkman برنده این جایزه پنجاه هزار پوندی شد. او نخستین نویسنده اهل ایرلند شمالی است که جایزه من بوکر را دریافت می‌کند. در مراسمی مجلل در سالن گیلد هال لندن، کامیلا دوشس کورنول، جایزه معتبر ادبی «من بوکر» را به «آنا برنز» نویسنده اهل ایرلند شمالی تقدیم کرد.
داستان «شیر فروش» با بیان ساده و شوخ طبعانه راوی اول شخص آغاز می‌شود و خواننده را کم‌کم به درون دنیای پرتنش و خشن او می‌کشاند. کتاب قصه زن جوانی است که در ایرلند زندگی می‌کند، آنهم زمانی که این کشور بستر تنش‌های فرقه ای میان کاتولیک‌ها و پروتستان‌ها بود. او در نگارش کتاب «شیرفروش» از زندگی و تجربه‌های خودش در ایرلند شمالی بهره برده‌است. خانم برنز پیش از این دو رمان تحسین شده دیگر نیز منتشر کرد، ولی می‌گوید از سال ۲۰۱۱ که آخرین کتابش منتشر شد تا امروز، با مشکلات مالی زیادی دست و پنجه نرم کرده‌است.
کتاب «شیرفروش» با ترجمه سونیا سینگ در سال ۱۳۹۸ از سوی انتشارات مجید منتشر گردیده‌است.